# Resolução 62 do Conselho de Segurança das Nações Unidas
Resolução 62 do Conselho de Segurança das Nações Unidas, aprovada em 16 novembro de 1948, pediu um armistício em todos os setores da Palestina, a fim de facilitar a transição da trégua em vigor na época (estabelecida pela Resolução 54 do Conselho de Segurança das Nações Unidas) para uma paz permanente.
Nenhum voto foi tomado na resolução como um todo, uma vez que foi votada em partes.